# 가토 다이지로
가토 다이지로(일본어: 加藤 大治郎 1976년 7월 4일~2003년 4월 20일 )는 일본의 모터사이클 선수이다.
2001년, 그랑프리 250cc급 우승자이다.

## 같이 보기
- 쥘 비앙키